# Aspergilose apícola
Aspergilose apícola ou Cria pedra, é uma doença fúngica causada pelo gênero Aspergillus nas espécies Aspergillus fumigatus, Aspergillus flavus e Aspergillus niger. Causa a mumificação da cria de uma colônia de abelhas. Os fungos são habitantes comuns do solo e também são patogênicos para outros insetos, aves e mamíferos. A doença é difícil de identificar nos estágios iniciais da infecção. Os esporos das diferentes espécies têm cores diferentes e também podem causar danos respiratórios a seres humanos onde é chamada de Aspergilose e também ataca outros animais. 
Quando as larvas de abelhas absorvem esporos, estes podem germinar e eclodir no intestino, crescendo rapidamente para formar um anel tipo colar perto da cabeça larvas. Após a morte, as larvas ficam pretas e tornam-se difíceis de esmagar, daí o nome de cria pedra. Eventualmente, o fungo entra em erupção a partir do tegumento das larvas e forma uma pele falsa. Nesta fase, as larvas são cobertas com pulverulentos esporos de fungos. As abelhas trabalhadoras limpam a ninhada infectada e a colmeia pode se recuperar dependendo de fatores como a força da colônia, o nível de infecção e os hábitos higiênicos da cepa das abelhas (variação no traço que ocorre entre diferentes subespécies / raças de abelhas).
A aspergilose apícola pode ter sintomas similares a ascoferiose, para diferenciar ambas as doenças deve-se observar as múmias das larvas em uma lupa estereoscópica e buscar os corpos reprodutivos do fungo: na ascoferose são ascosistos esféricos mais o menos lisos, enquanto que em aspergilose são conidióforos de aspecto glomerular. E uma enfermidade pouco frequente que geralmente apresentam poucos problemas a os apicultores.

## Tratamento
Existem numerosos antifúngicos que foram testados com bons resultados. Devido ao dano baixo esta doença, os laboratórios formularam formulado antifúngicos específicos para abelhas, devendo formular o apicultor com antifúngicos para uso humano.
Por ser um fungo esta doença está associada à temperatura e umidade da colmeia.